# Moldaviska viner

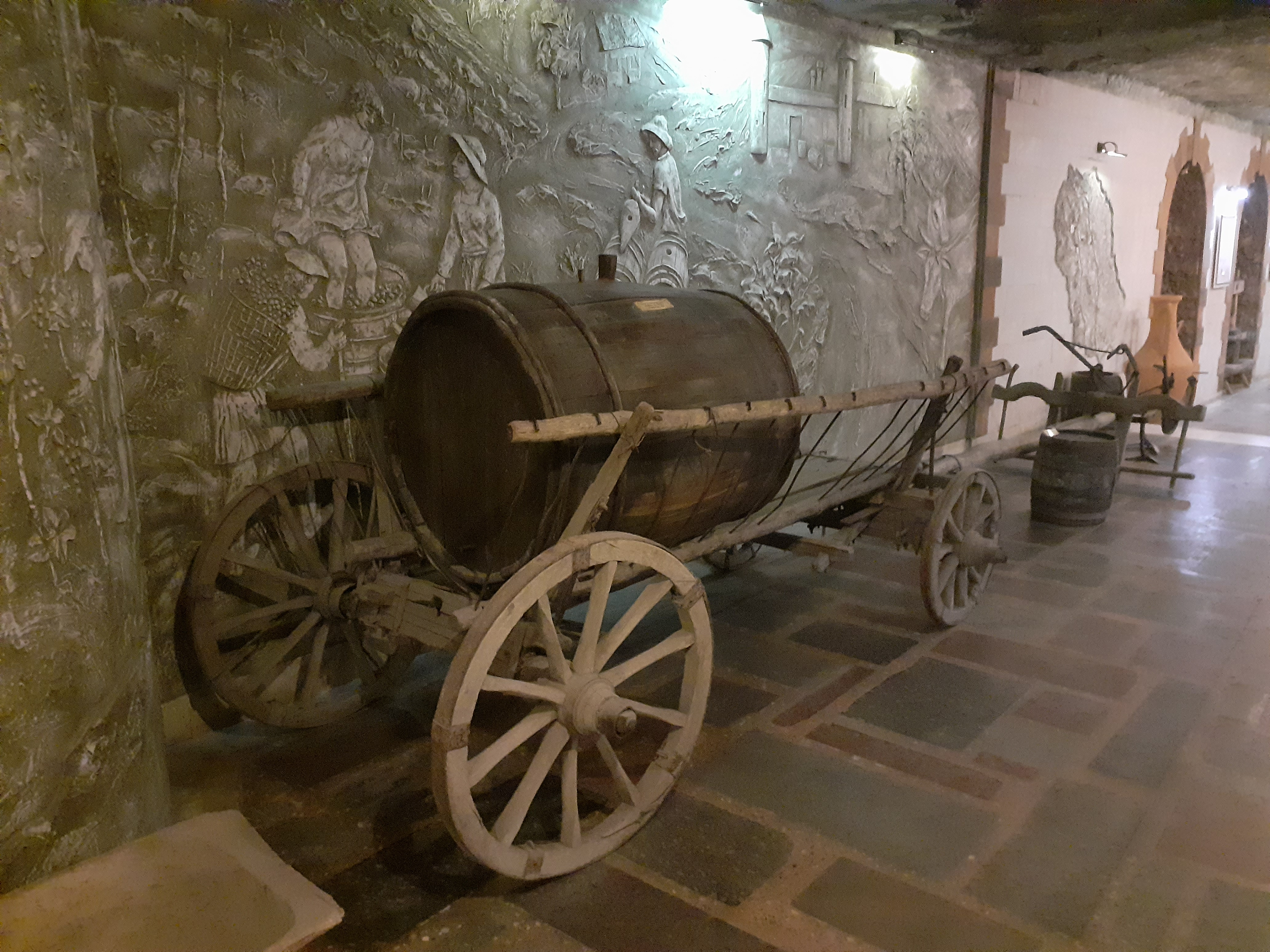
Moldaviens vinindustri domineras av två giganter, Mileștii Mici och Cricova. Båda har egna museer och gigantiska underjordiska vinkällare.

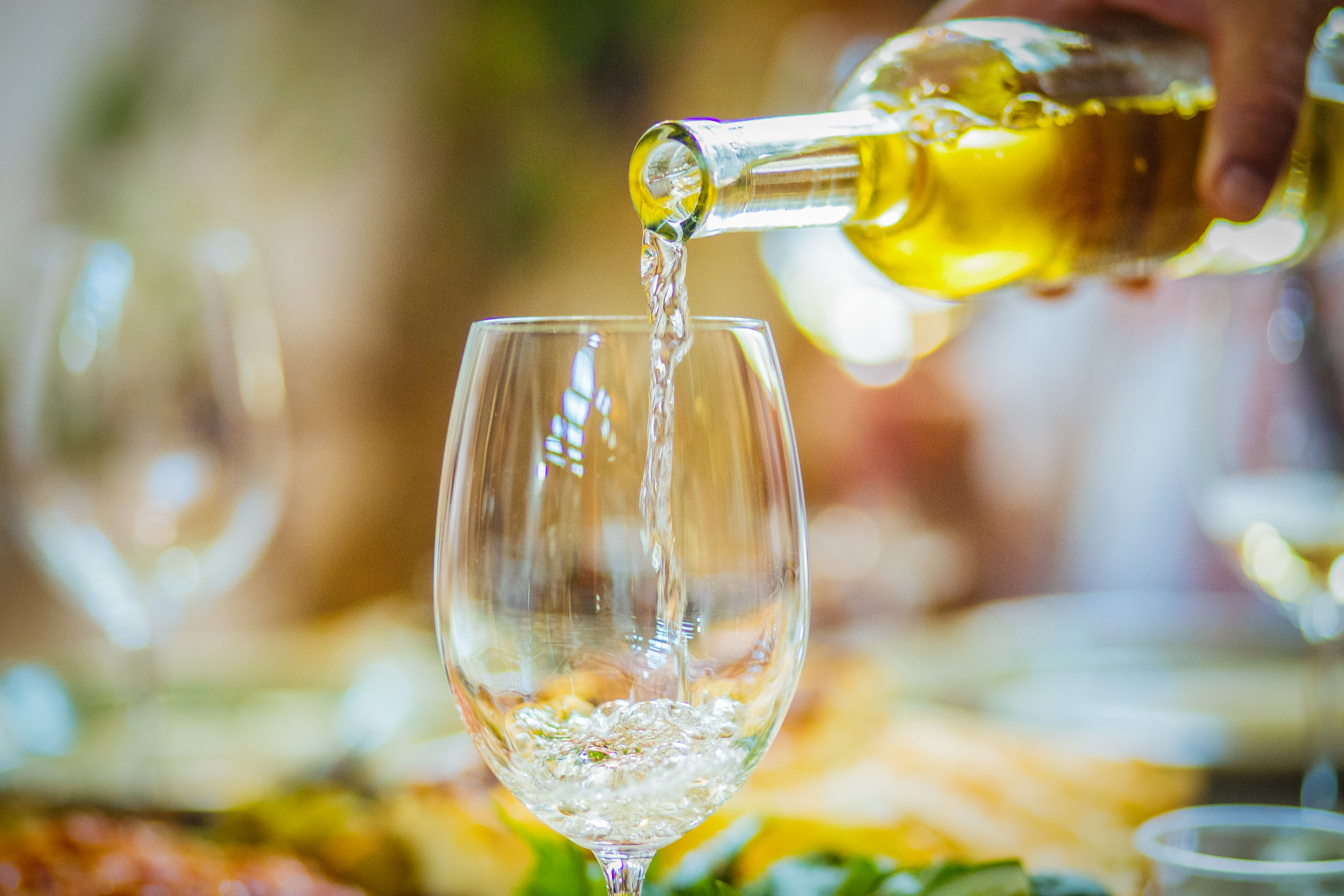
Moldaviska viner är okända i västvärlden men håller god internationell standard.

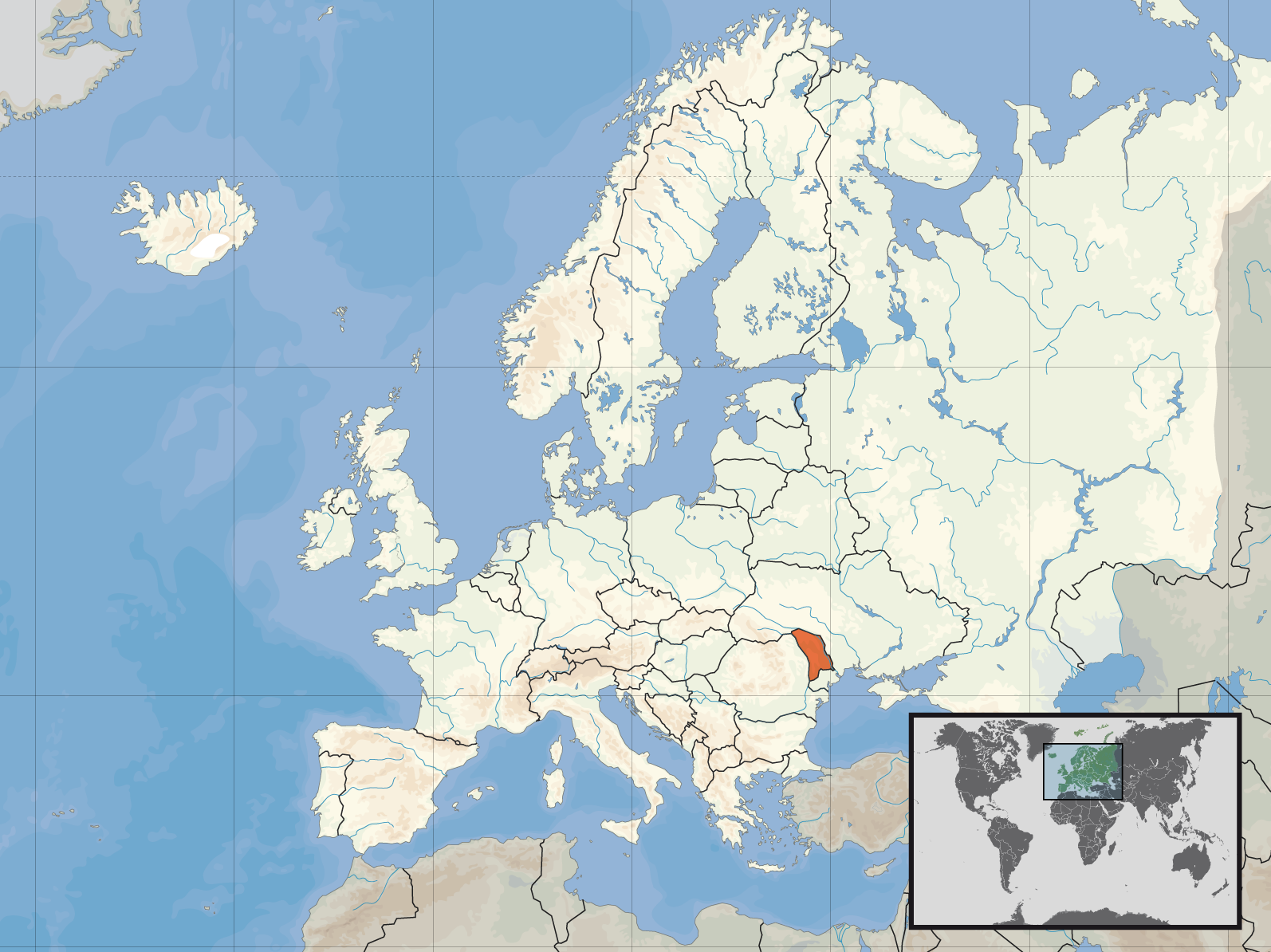
Moldaviens läge i Europa.

Moldaviens vinindustri är väl etablerad och landet har ca. tvåhundra registrerade vinföretag. År 2018 fanns inga uppgifter om landets vingårdar och vilken areal som var planterad men det är känt att 81 000 hektar användes för kommersiell produktion år 2017. (Enligt ONVV, Moldaviska vinmyndigheten). Det mesta av vinet som görs i landet går på export. Moldavien är det land i världen vars ekonomi är mest beroende av vin. Det är också det land i världen som har den högsta andelen vinstockar per capita (2017). Tidigare var Belarus den största köparen av Moldaviskt vin, men det har ändrats och enligt siffror från 2017 är Kina den största kunden räknat i US$. Många familjer har sina egna recept och vinrankor som har gått i arv från generation till generation. Den areal som används till hemmaodling och den grå sektorn är inte med i statistiken. Men uppgifter beträffande Moldavien är osäkra.

## Historia
Fynd av vinlöv från Vitis teutonica, nära byn Naslavcia i norra Moldavien bevisar att druvor har vuxit här i uppskattningsvis mellan 6 och 25 miljoner år. Storleken på märkena av druvkärnorna som hittades vid byn Varvarovca, som härstammar från 2800 f.Kr., visar att människan odlade druvor redan då. Vinodlingen och vintillverkningen i området mellan floderna Dnjestr och Prut, som började för 4000–5000 år sedan, har haft både med- och motgångar, men har alltid klarat sig genom samhällets och ekonomins förändringar. I slutet av 200-talet f.Kr. knöts band mellan den lokala befolkningen och grekerna, och år 107 e.kr. med romarna, vilket starkt kom att påskynda utvecklingen av odlingen och vintillverkningen.
Efter bildandet av den moldaviska feodala staten på 1300-talet började druvodlingen att utvecklas på allvar, och det blomstrade under Stefan den Stores styre på 1400-talet. Han uppmuntrade import och plantering av kvalitetssorter från andra länder. Han var även intresserad av att förbättra kvaliteten på vinet. Vin var en av Moldaviens viktigaste exportvaror under medeltiden, speciellt viktig var handeln med Polen, Ukraina och Ryssland. Trots att Stefan den Store (1433-1504) kämpade hårt mot den Osmanska anstormningen blev Moldavien vasall till Osmanska riket på tidigt 1500-tal. Vinodlingen påverkades dock mycket lite, men de räder som osmanerna utförde norr om Donau under 1400-talet störde handel och befolkning. Under 1500-talet hade osmanerna också en nordlig utpost i borgen Tighina i Bender. Som vasallstat fick landet också betala höga skatter. Vinproduktionen kom emellertid att påverkas mer negativt av de fem krig som utspelade sig mellan Ryska imperiet och Osmanerna mellan 1711 och 1812.
Nu annexerades Moldavien av Ryssland och efter fredsfördraget 1812 börjar vinindustrin att återhämta sig. De vanligaste sorterna var de traditionella: Rara Neagra, Plavai, Galbena, Zghiharda, Batuta Neagra, Feteasca Albă, Feteasca Neagră, Tămâioasa, Cabasia och många andra lokala ungerska, bulgariska, grekiska och turkiska sorter. Under denna period fick vinodlarna statligt stöd och redan 1837 hade odlingsarealen i Bessarabien (dagens Moldavien plus kusten mot Svarta havet) nått 14 000 hektar, och vinproduktionen kommit upp i 12 miljoner liter. Under den senare halvan av 1800-talet skedde en intensiv plantering av nyligen importerade franska sorter som Pinot Blanc, Pinot Noir, Pinot Gris, Aligoté, Cabernet Sauvignon, Sauvignon Blanc, Gamay och Muscat Blanc. Det var också under denna tid som viner som Negru de Purcari och Romanesti började produceras. Nu blev Moldavien känt som vinland med kvalitetsviner. Efter skadorna orsakade av vinlusens härjningar i slutet av 1800-talet dröjde det ända till 1906 innan vingårdarna började nyplantera.
1914 hade Bessarabien det Ryska imperiets största vingårdsyta, men labruskahybrider, som var billiga, hade också planterats. De båda världskrigen skadade sedan Moldaviens vingårdar och vinindustri svårt. Under 1950-talet påbörjade Sovjetunionen en nysatsning på moldavisk vinodling. På 10 år planterades 150 000 hektar och 1960 bredde vingårdarna ut sig över 220 000 hektar. 1985 drabbades Moldaviens vinodlare av en ny katastrof. Det var det året som Michail Gorbatjov inledde sin anti-alkohol kampanj, vilket resulterade i att 75 000 hektar förstördes i Moldavien. Med början1991 inleddes en svår period då statlig mark skulle återgå till privat ägo. Det var en process som skulle ta tid och produktiviteten sjönk till bara en fjärdedel på 10 år. 
2006 inleddes en Rysk blockad och Ryssland införde ett förbud mot moldaviska och georgiska viner. Detta var förödande för Moldavien som redan var Europas fattigaste land. Ryssland var den största marknaden och halvsöta viner, som Moldavien tillverkade mest, var inte populära någon annan stans. Den ryska marknaden var enda alternativet och många producenter återvände dit när blockaden hävdes.  
År 2017 var Ryssland och Belarus fortfarande stora kunder, men Kina hade blivit den klart största köparen av Moldaviskt vin på flaska räknat i US$, följt av Rumänien och Polen. Beträffande volym var Ryssland fortfarande nästan lika stort som Kina och i US$ räknat på fjärde plats. Räknar man bulk, d.v.s. vin som inte är på flaska, var Belarus klart största kund år 2017.
Moldavien har gjort stora ansträngningar för att anpassa sig till EUs regler och har övergett begrepp som "sherry" och "madeira" då dessa är skyddade i EU. Deras brandy får heller inte längre kallas "cognac" utan heter Divin.

## Odlingsstatistik

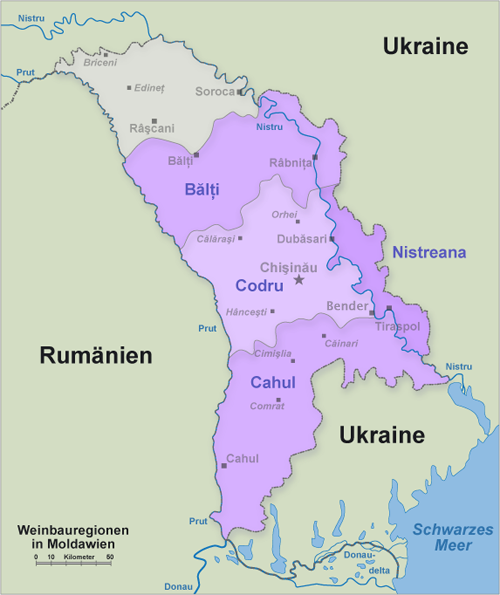
Tysk karta över vinregioner i Moldavien. Utbrytarrepubliken Transnistrien är det som här heter Nistreana och det ligger öster om floden Dniestr (här Nistru). Purcari ligger där Dniestr rinner ut i Svarta havet, på gränsen till Ukraina.

| Sort               | Volym (hektoliter) |
| ------------------ | ------------------ |
| Merlot             | 299 000            |
| Cabernet Sauvignon | 298 000            |
| Chardonnay         | 186 000            |
| Sauvignon Blanc    | 161 000            |
| Muscat-gruppen     | 108 000            |
| Pinot Gris / Blanc | 99 000             |
| Alligoté           | 99 000             |
| Lokala druvor      | 47 000             |
| Pinot Noir         | 39 000             |
| Riesling           | 33 000             |
| Saperavi           | 20 000             |

## Vinregioner

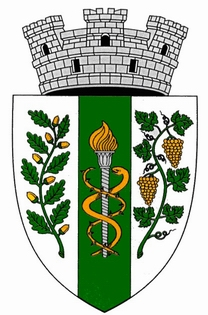
Codru Coat of Arms

I Moldavien finns fyra vinregioner men enligt annan källa tre.
- Norra Moldavien (Balţi)

- Centrala Moldavien (Codru) med producenten Castel Mimi.
- Södra Moldavien (Cahul)
- Sydöstra regionen (Ștefan Vodă) med producenten Purcari.

I Västmoldavien i Rumänien finns också regioner med skyddad ursprungsmärkning, DCO, där det sker druvodling:
- Colinele Tutovei
- Cotești
- Cotnari
- Covurlui
- Dealul Bujorului
- Huși
- Iași
- Ivești
- Nicorești
- Odobești
- Panciu
- Zeletin

## Lokala sorter

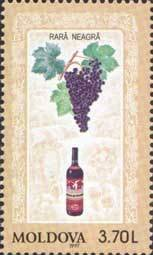
Rara Neagră heter Băbească Neagră i Rumänien d.v.s. "farmors svarta"

Inte så många äldre lokala sorter odlas i Moldavien, desto fler i Rumänien. Båda länderna har förädlat fram nya sorter.
- Alb de Oniţcani (från 1960)
- Bastardo (framtagen i Ukraina 1947)
- Codrinschi (från ca.1965)

- Fetească albă
- Fetească neagră
- Fetească regală
- Legenda (1975)
- Rara neagră (Băbească neagră)
- Riton (godkänd år 2000)
- Viorica (framtagen i Chișinău 1969)

## Tillverkare
- Castel Mimi
- Asconi Winery

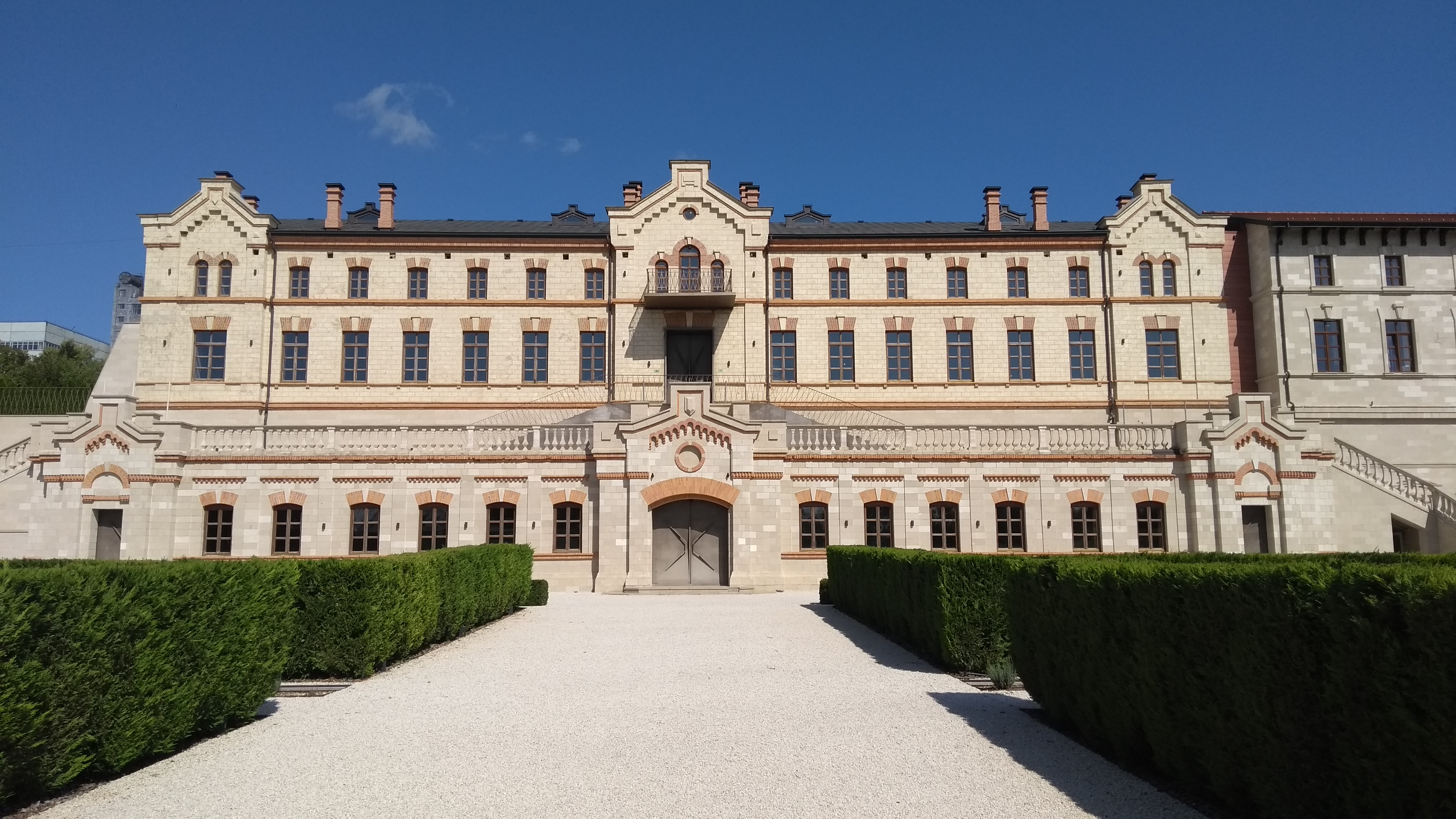
Castel Mimi

- Castel Mimi ( År 2019 producerade de en halv miljon flaskor. Hälften exporterades till 20 olika länder, mycket av det till Rumänien och resten till Kina, Tyskland och vissa andra länder.)[11]
- Chateau Vartely (Grundat 2004 och en pionjär för torra viner i landet.)[12]
- Cricova
- Doina Vin
- Fautor
- Gitana Winery
- Kvint - vin och brandy
- Mileștii Mici
- Purcari Wine Group
- Radacini Winery

Cricova och Mileștii Mici är de två stora giganterna i Moldavien och de är statligt ägda. Det finns också en del medelstora till stora producenter som Castel Mimi och Purcari. De små företagen är många. År 2017 deklarerade dock bara 106 företag att de hade skördat samtidigt som det fanns det 181 registrerade vinföretag i landet.

## Vinmuseer

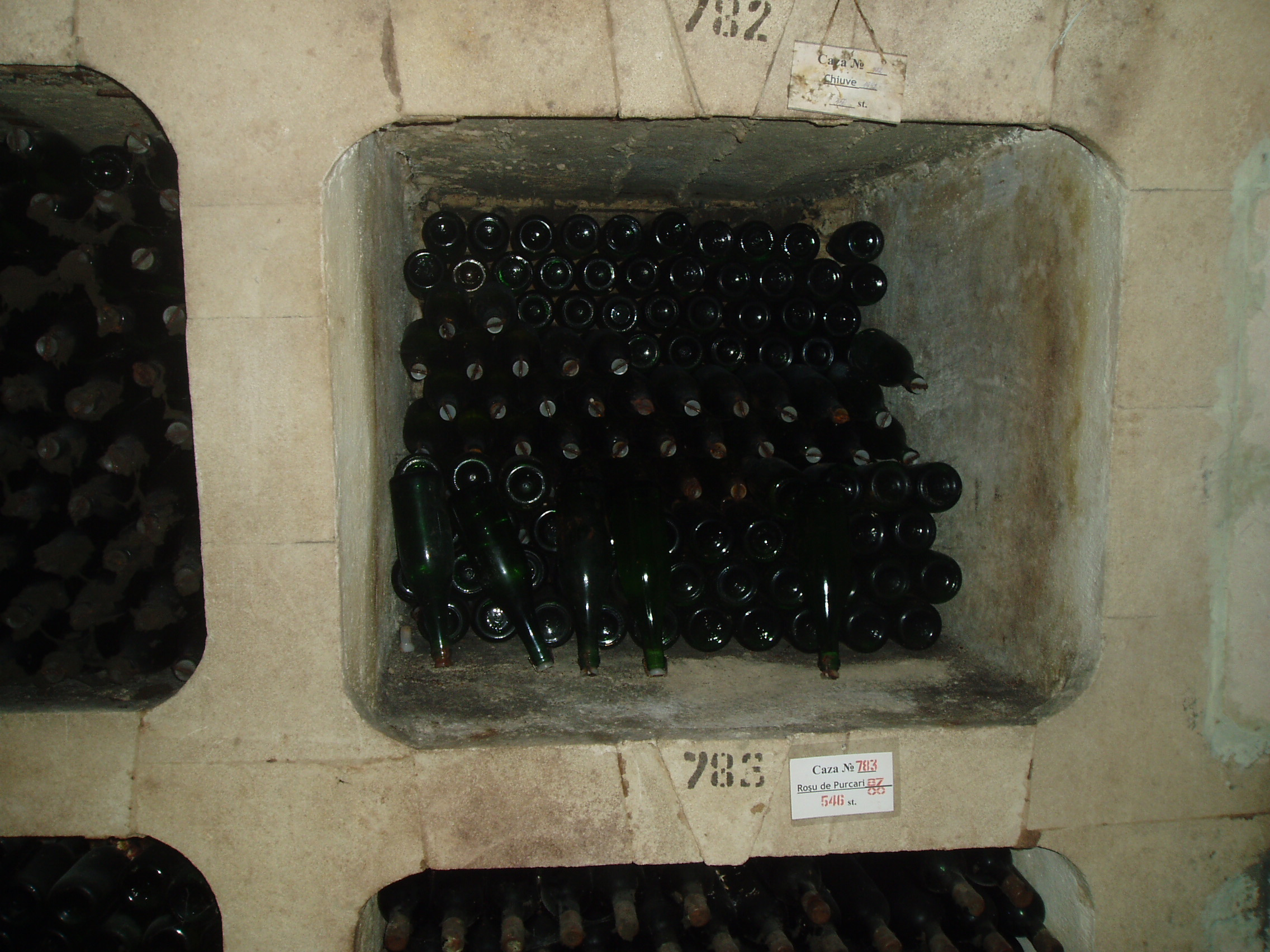
Vinfack i Mileshtii Mici.

Moldavien har de två största vinförråden i världen.
Vinsamlingen hos företaget Mileștii Mici, med över 1.5 miljoner flaskor, är den största vinsamlingen i världen, enligt Guinness Rekordbok. Gångarna sträcker sig 200 km, varav 55 km används för lagring av vin. De viner som lagras är till 70 % rött vin, 20% vitt vin och 10 % dessertviner. Det mest värdefulla som finns i samlingen är en flaska vin från 1973–1974, värd 480 €. Vintyper som samlats in är t.ex. Pinot, Traminer, Muscat, Riesling, Fetească, Dnestrovscoie, Milestscoie, Skog, Svart Purcari och Moldavien Rose.

Den andra stora vinkällaren i landet är Cricova. Det var, i likhet med Mileștii Mici, från början ett underjordiskt stenbrott som försåg byggandet av huvudstaden med kalksten. Cricova är idag en underjordisk labyrint som sträcker sig 120 km. En mängd kända personer har sina vinsamlingar här. Mest känd är kanske Hermann Görings samling. Men även idag levande personer har vin i Cricova, inklusive Vladimir Putin och Angela Merkel, samt många fler. Företaget Cricovas flaggskepp är mousserande viner och gruvan håller en konstant temperatur på 14-16 grader, vilket är idealiskt för lagring av mousserande vin.

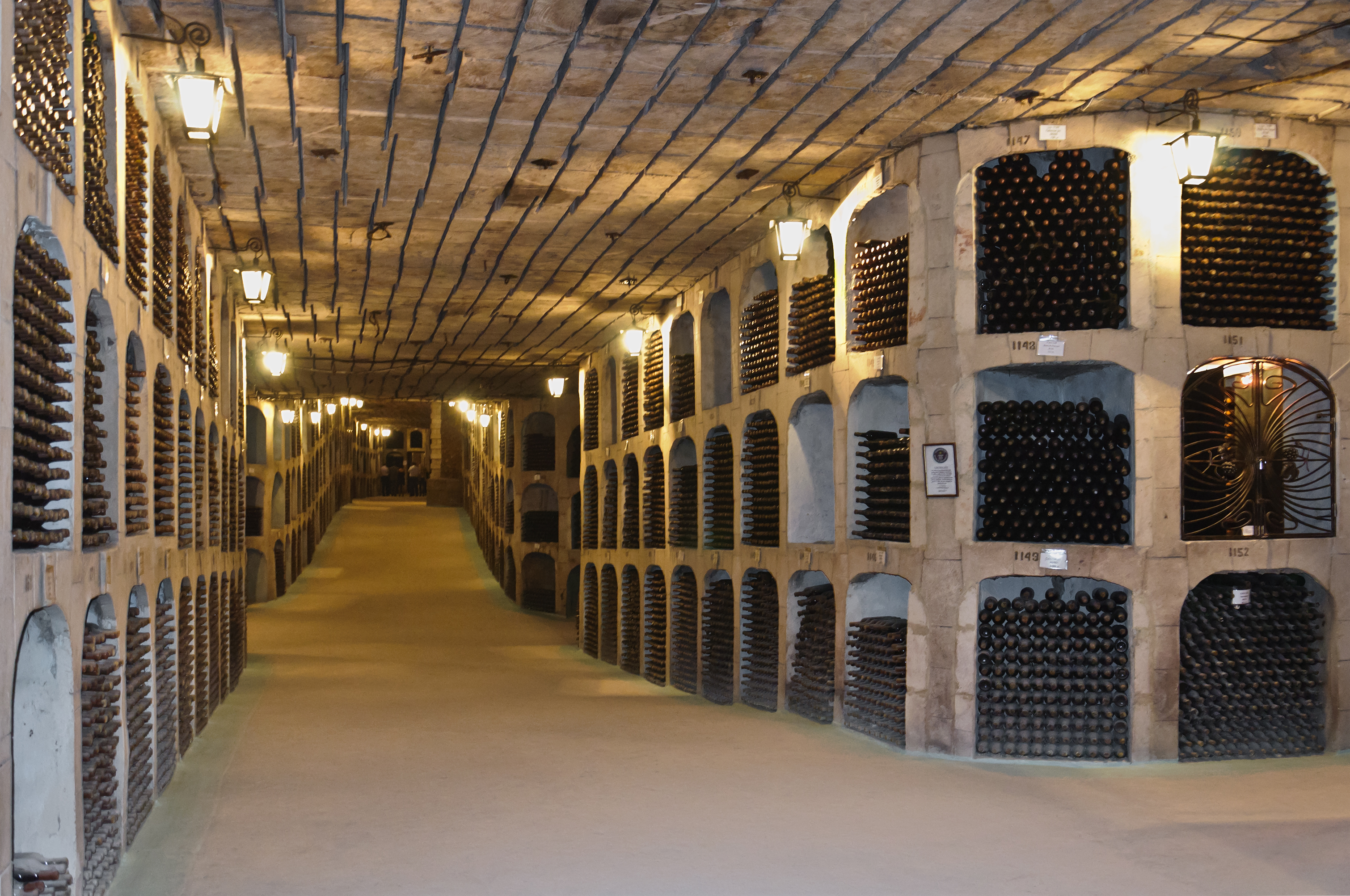
Mileștii Mici
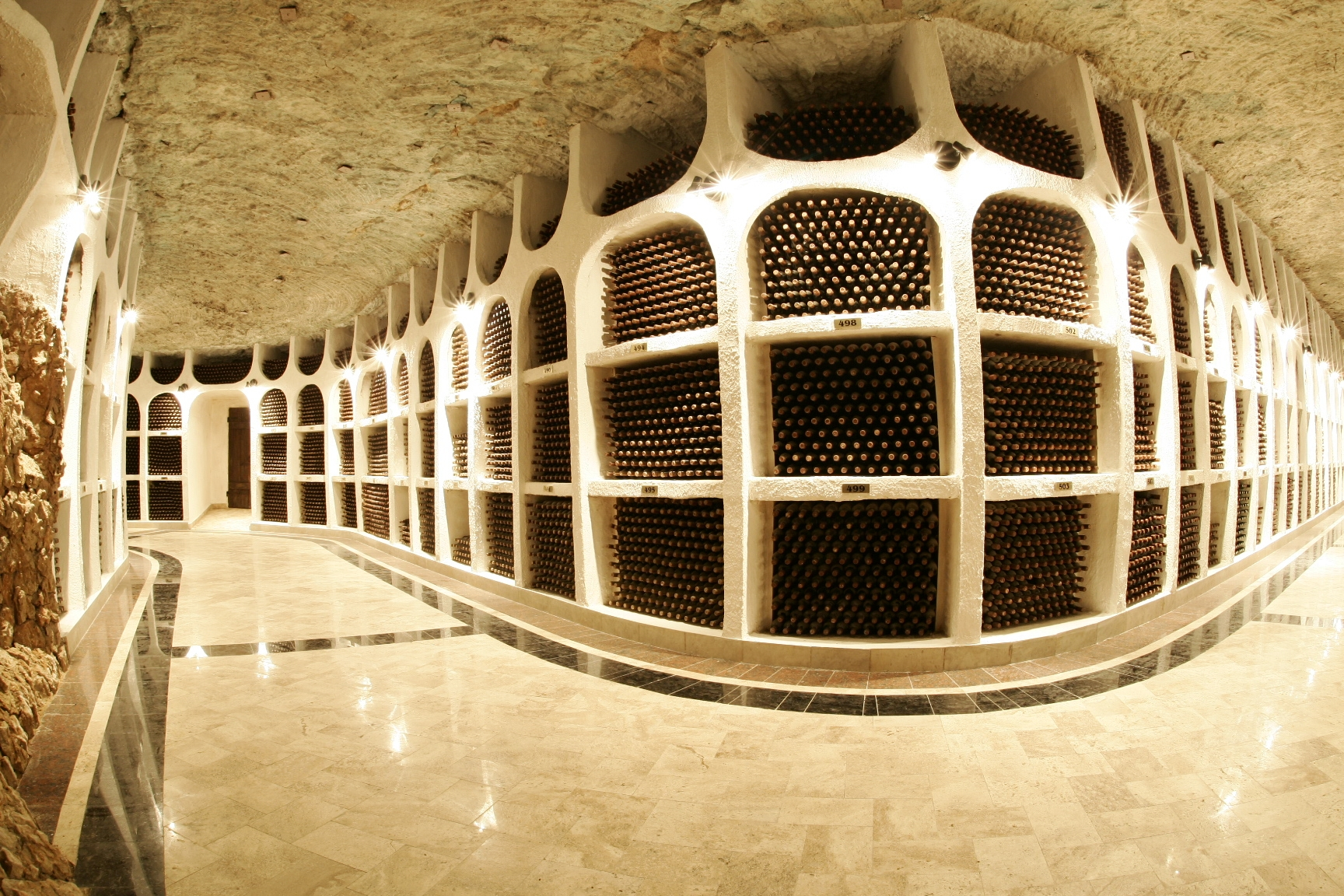
Cricova
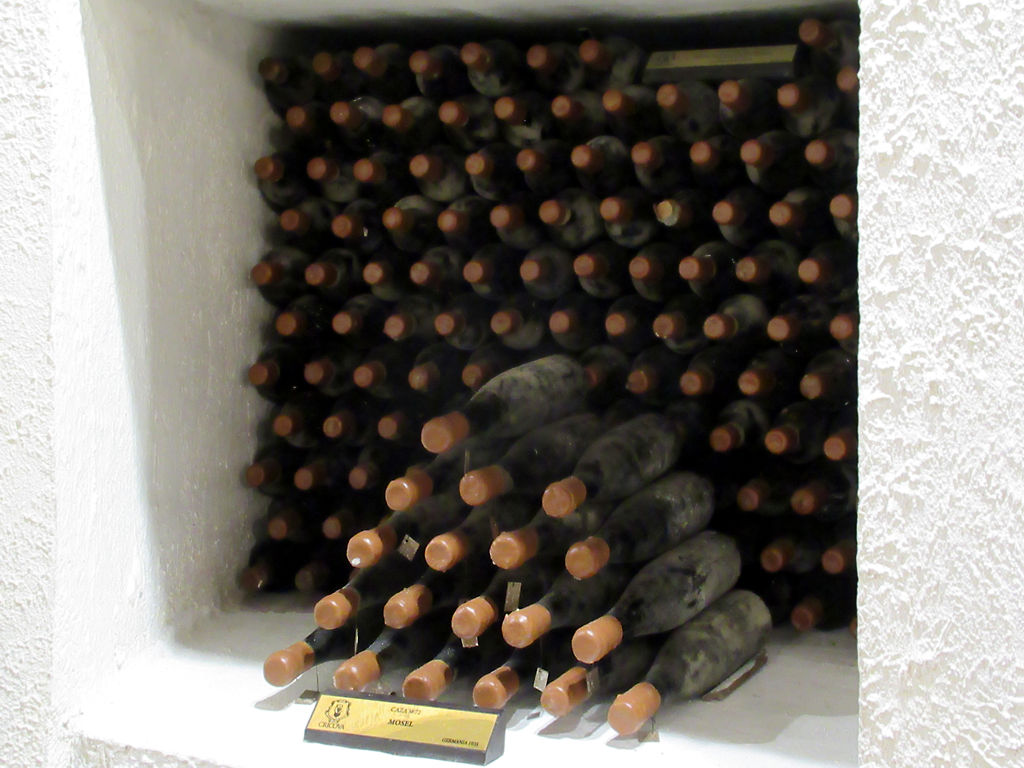
Hermann Görings samling